# Kronach

Kronach este un oraș din districtul Kronach, regiunea administrativă Franconia Superioară, landul Bavaria, Germania. 

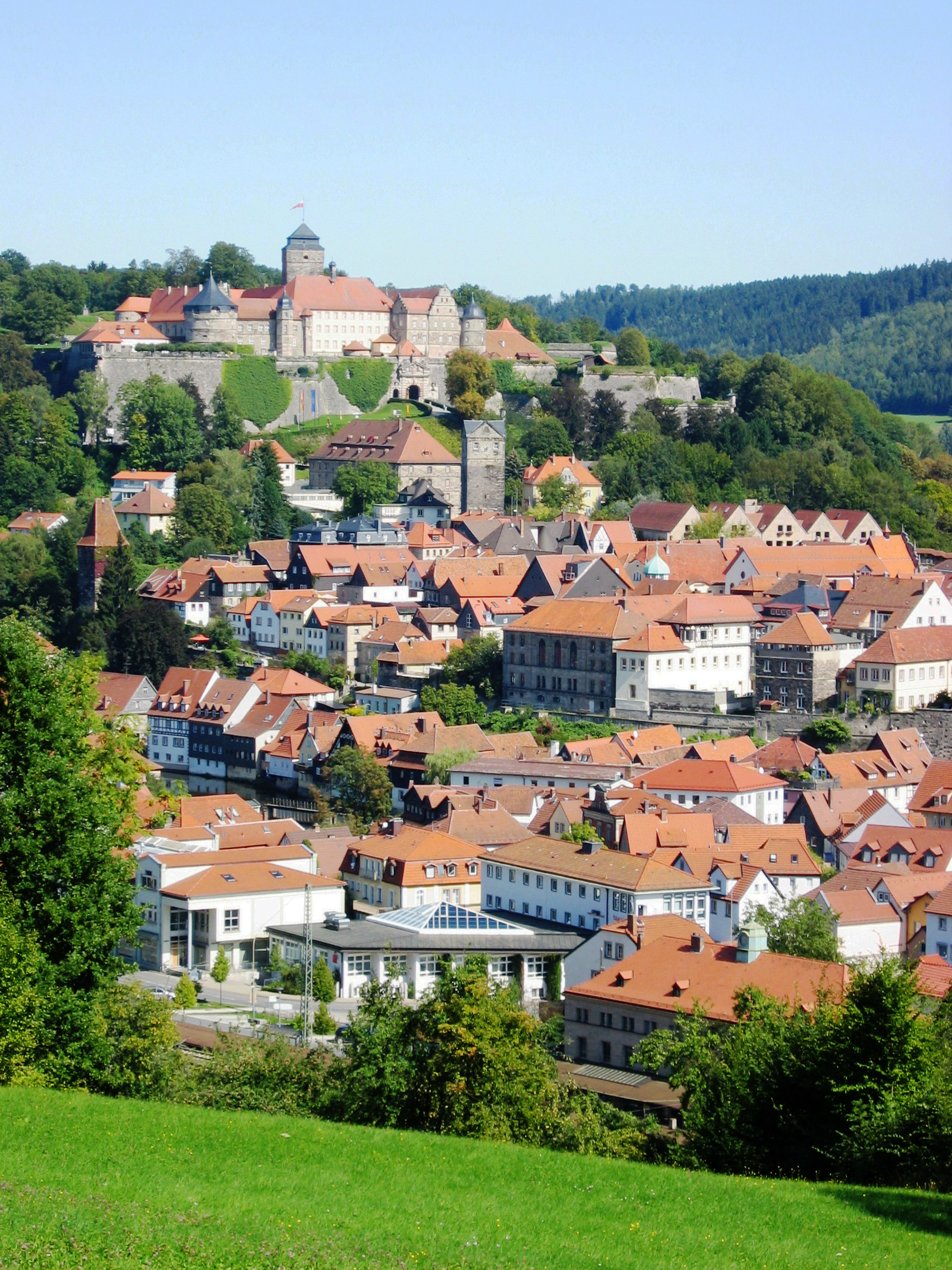
Kronach